# Верденаль
Вердена́ль (фр. Verdenal) — коммуна во французском департаменте Мёрт и Мозель региона Лотарингия. Относится к  кантону Бламон.	

## География
Верденаль расположен в 50 км к востоку от Нанси. Соседние коммуны: Отрепьер и Репе на севере, Бламон на востоке, Барба на юго-востоке, Домевр-сюр-Везуз на юго-западе, Шазель-сюр-Альб на западе.

## История
Верденаль сильно пострадал во время Первой мировой войны 1914-1918 годов.					

## Демография
Население коммуны на 2010 год составляло 152 человека.
| 1962 | 1968 | 1975 | 1982 | 1990 | 1999 | 2010 |
| ---- | ---- | ---- | ---- | ---- | ---- | ---- |
| 130  | 132  | 125  | 131  | 109  | 119  | 152  |